# Kirkjubøargarður

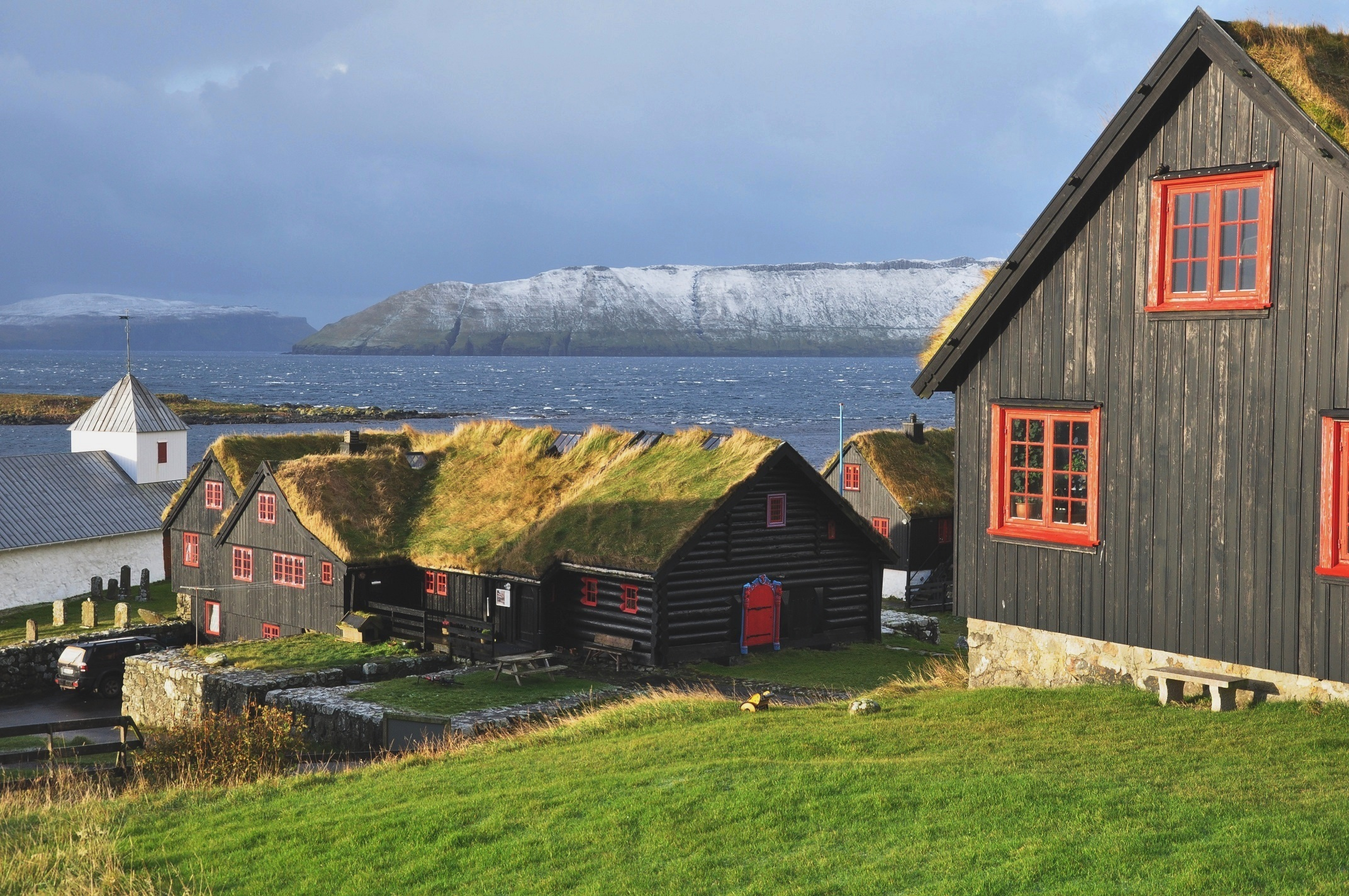
Kirkjubøargarður.

Kirkjubøargarður est une ferme en bois située à Kirkjubøur, dans les îles Féroé. Elle date du XIe siècle. Il s'agirait de la plus ancienne maison de bois connue à être toujours habitée. L'exploitation agricole de la ferme est la plus grande des îles Féroé.
Sverre de Norvège y a grandi.

## Histoire
Le bâtiment a été construit au XIe siècle pour servir de résidence épiscopale et de séminaire pour le diocèse des îles Féroé (en). La légende précise que le bois est du bois flotté provenant de Norvège, accumulé et numéroté jusqu'à ce qu'il y en ait suffisamment pour la construction. En effet, il n'y a qu'une seule forêt sur les îles (au nord de Tórshavn), avec du bois de mauvaise qualité. Cette légende du bois flotté se retrouve régulièrement dans l'histoire des îles Féroé.
La partie la plus ancienne appelée roykstova, c'est-à-dire le fumoir, n'est pas située exactement au dessus des fondations, ce qui laisse penser qu'elle a peut-être été déplacée un jour. Une autre pièce historique est appelé loftstovan, la salle ou salon. Aujourd'hui elle abrite la bibliothèque. Les historiens s'accordent sur le fait que la lettre des moutons (en) a été écrite dans cette pièce par l'évêque en 1298,. Il s'agit du plus ancien document conservé des îles Féroé. Cette lettre statue sur l'élevage des moutons aux îles Féroé. La grande pièce stórastovan a quant à elle été construite en 1772.
Bien que le bâtiment soit un musée, il est encore aujourd'hui habité par la 17e génération de la famille Patursson depuis leur arrivée dans cette ferme en 1550.
Quelque temps après la réforme protestante des îles en 1538, les biens de l'église catholique sont réquisitionnés par le roi du Danemark. En tant que ferme épiscopale, Kirkjubøargarður fait partie de ces terres, nommées "terres du roi" (kongsjørð), avec à peu près la moitié des Féroé.
La propriété de Kirkjubøargarður est aujourd'hui détenue par le gouvernement des Féroé, la famille Patursson est uniquement locataire de génération en génération. Un accord gouvernemental garanti le transfert du droit de bail au fils aîné de la famille, sans possibilité de diviser les terres de l'exploitation agricole.
Les visiteurs peuvent acheter les produits de la ferme, qui consistent en moutons, bovins et quelques chevaux.
Le fumoir roykstova est disponible à la location pour des festivités, avec repas traditionnel féroéen.
La cathédrale Saint-Magnus et l'église Saint Olav (en) se trouvent à proximité. Ils datent également de l'époque médiévale.

## Personnalités
De nombreuses personnes célèbres sont nées ou ont vécus dans cette région :
- Sverre de Norvège (1151–1202) y a grandi et est allé au séminaire.
- L'évêque Erlendur (d. 1308), auteur de la lettre des moutons et fondateur de la cathédrale Saint-Magnus de Kirkjubøur.

Plusieurs membres de la famille Patursson, notamment
- Súsanna Helena Patursson (1864–1916), première féministe des Féroé.
- Son frère Jóannes Patursson (en) (1866–1946), écrivain et homme politique.
- Son frère Sverri Patursson (en) (1871–1960) écrivain, journaliste et environnementaliste.
- Erlendur Patursson (en) (1913–1986), fils de Jóannes, écrivain et homme politique nationaliste.

## Images

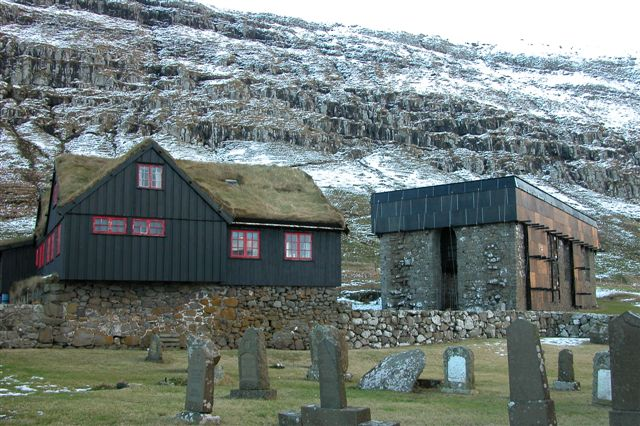
À gauche, Kirkjubøargarður ; à droite les ruines de la Cathédrale Saint-Magnus de Kirkjubøur
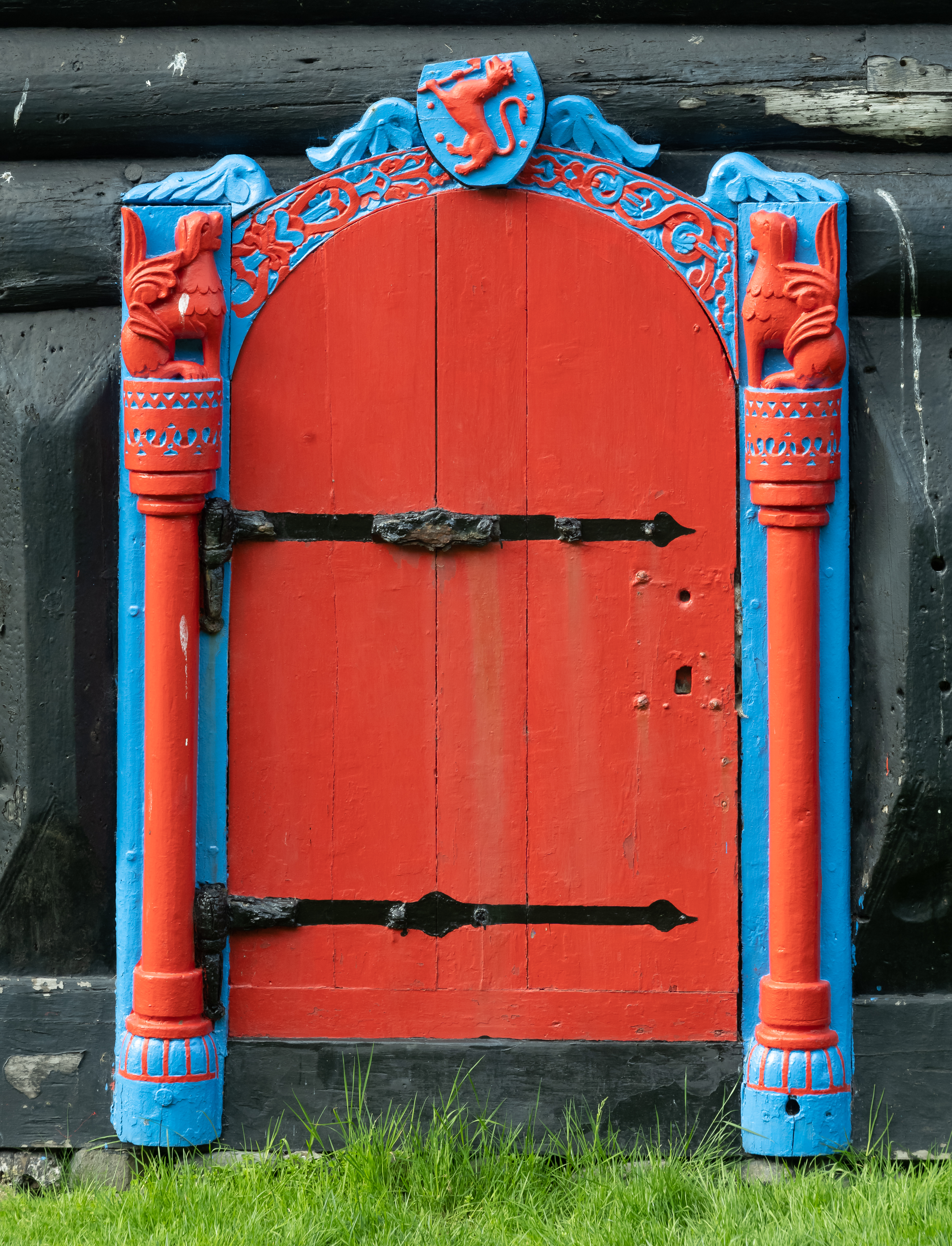
L'entrée de Roykstovan a été détruite en 1833. Cette copie conforme à l'original a été réalisée en bois et sculptée par le « fermier du roi » Jóannes Patursson en 1907. Sur le dessus se trouve le « Lion norvégien », indiquant que les îles Féroé étaient une colonie norvégienne après l'ère viking.
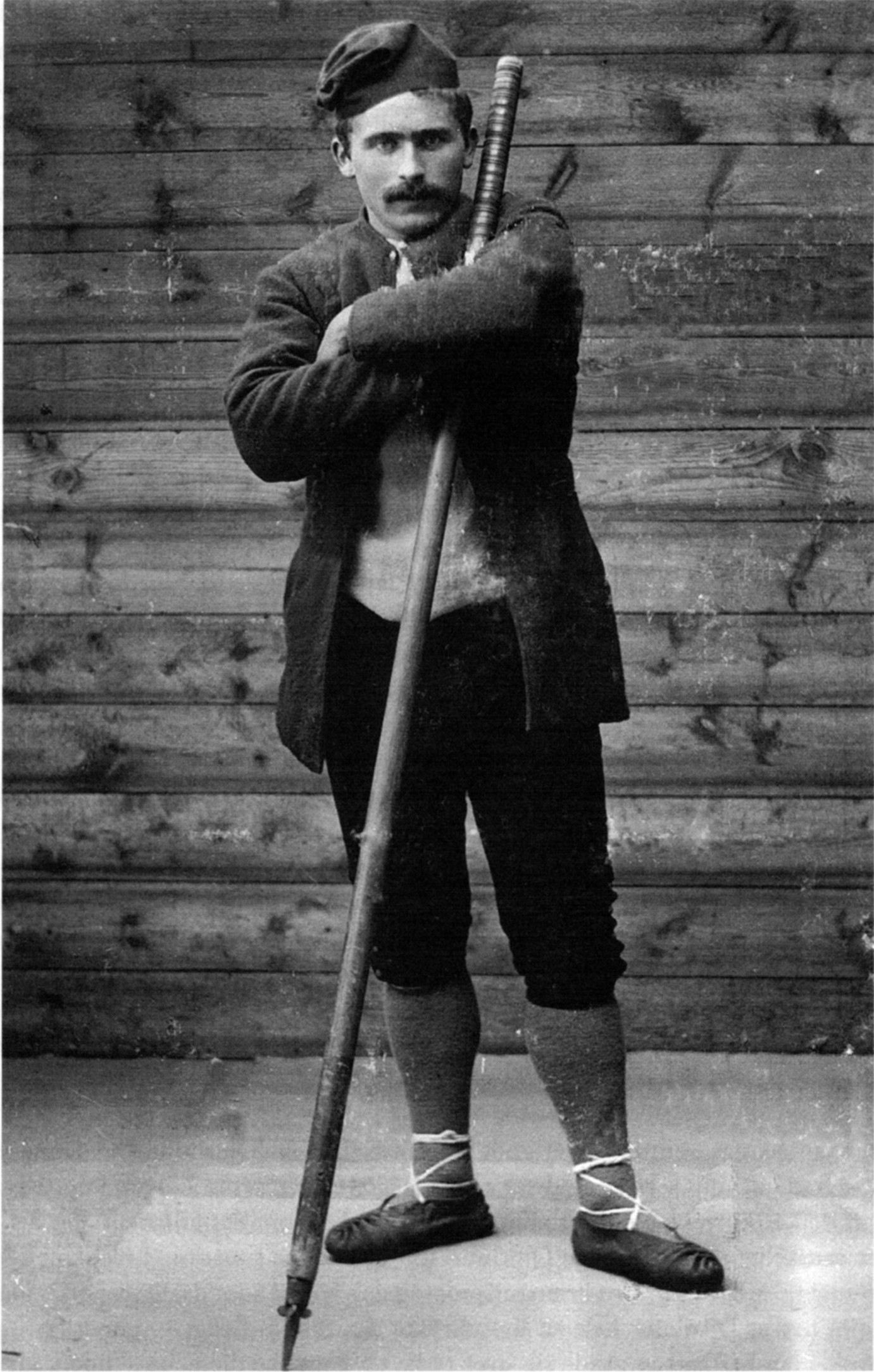
Jóannes Patursson (en) (1866–1946), Politicien des Féroé, poète et fermier.
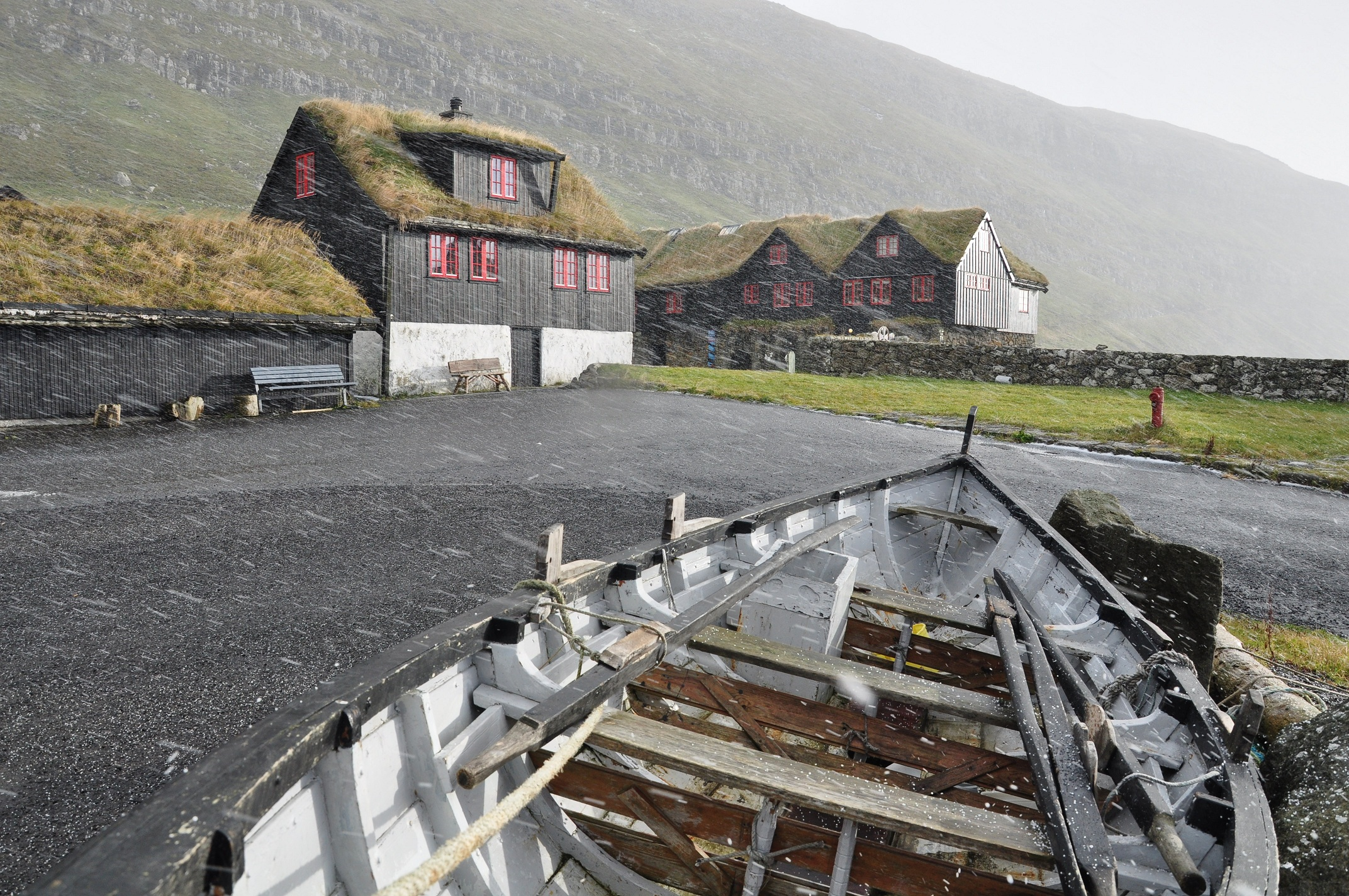
Kirkjubøargarður par temps de brouillard.